# 山岡一三
山岡 一三（やまおか いちぞう、1923年（大正12年）4月2日 - 1996年（平成8年）2月25日）は、日本の土木工学者であり、教育者でもある。建設省を経て関西大学工学部教授。国際ジオシンセティックス名誉会員。岡山県高梁市出身。

## 経歴

### 生い立ち
1923年（大正12年）、岡山県上房郡（現：高梁市）の山岡信治郎の子として出生する。1942年（昭和17年）地元の旧制岡山県立高梁中学（現：岡山県立高梁高等学校）を卒業し、同年、山口県にある旧制山口高等学校理科へ進学する。
その後、同校を1945年（昭和20年）に卒業し、同年、京都帝国大学工学部へ進学。その直後日本は第二次世界大戦に敗北。戦後の混乱の中、1947年（昭和22年）山岡は3年次途中で卒業扱いとなり、同大学を卒業し、建設省へ入省する。

### 土木工学者として
建設省（現：国土交通省）へ入省後、近畿地方の多くのダム建設に携わり、特に京都府天ヶ瀬ダムや奈良県大滝ダムは山岡が責任者となって推進させた事業として有名である。また、京都の天ヶ瀬ダムは観光地となるだけで無く、ドーム型アーチ式コンクリートダムという設計が極めて難しいタイプのアーチダムであるが、コンクリートの使用量が少なくて済むため経済性に優れた型のダムの設計を山岡は行った。その後黒部ダム（黒部川）等日本有数のダムに応用された技術でもある。
その後、1970年（昭和45年）山岡が47歳のときに、関西大学工学部土木工学科の地盤防災工学研究室教授として招聘される。建設官僚から大学教授となった後も、土木技術者として活躍し、学生には「土木工学の根源は、土木構造物を実際に作ることである。」をモットーに実学の重要性を教えていた。1980年（昭和55年）には、ジオシンセティックスと呼ばれる土木用途の高分子材料（炭素繊維、プラスチック等）を用いた建設材料があることを知った山岡は、ジオシンセティックスを道路や建設現場での応用するための研究に没頭した。
山岡は、自身の研究室での机上研究だけでなく、実学を重視し、実際の道路現場での応用して効果を確かめる実験を繰り返し行うなど行っていた。このときの山岡の働きぶりは、周囲から見ても大変なものであり、これが後に、山岡の身体が病む原因となったのではないかと推察する同僚もいた。病気で倒れた後も、山岡は、ジオシンセティックスを用いた工法の研究を行うため、病室と現場の往復を何度もおこなった。1991年（平成3年）に67歳で山岡は、関西大学の教授を退官し、何度か入退院を繰り返したが、1995年（平成7年）11月より、自宅のある奈良県奈良市に近い大和郡山市の病院に長期入院となり、一時は小康状態となるが1996年（平成8年）に入り病状が急激に悪化する。
1996年2月25日12時15分、肺炎悪化を起因とする心不全のため、入院先の大和郡山市の病院で死去。享年72歳。

## エピソード
山岡は、教授時代に厳しい教育を行っていたが、その風貌に似合わずグルメ嗜好であったため、学生達と大阪市の南繁華街で飲み歩いていた。また、煙草を好みポケットに入った鍵の束をジャラジャラ鳴らし、時には教授らしからぬズボンからワイシャツをはみ出させて大学の廊下を闊歩していた。
また、山岡が熱心に研究したジオシンセティックス分野において、国際ジオシンセティックス学会日本支部の設立にも深く関わり、同学会から名誉会員の称号を贈られている。